# Platystemma violoides
Platystemma violoides är en tvåhjärtbladig växtart som beskrevs av Nathaniel Wallich. Platystemma violoides ingår i släktet Platystemma och familjen Gesneriaceae. Inga underarter finns listade i Catalogue of Life.